# Republiken Acre
Republiken Acre eller (portugisiska: República do Acre) Oberoende staten Acre (portugisiska: Estado Independente do Acre) var en serie separatistutbrytningar från Acreregionen i Bolivia åren 1899-1903. Det slutade med att Brasilien annekterade området 1903, där det blev en delstat.

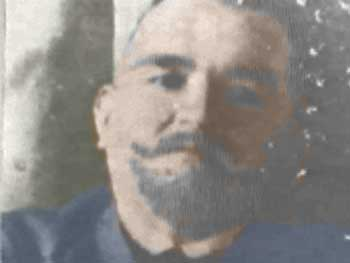
Luis Gálvez Rodríguez de Arias

Bolivia fick 1867 området genom fördraget i Ayacucho med Brasilien. Under gummiboomen vid 1800-talets slut drogs många brasilianska migranter till området. 1899-1900 ledde spanske journalisten och tidigare diplomaten Luis Gálvez Rodríguez de Arias en expedition i försöket att ta kontrollen över Acre.